# Drosendorf an der Aufseß

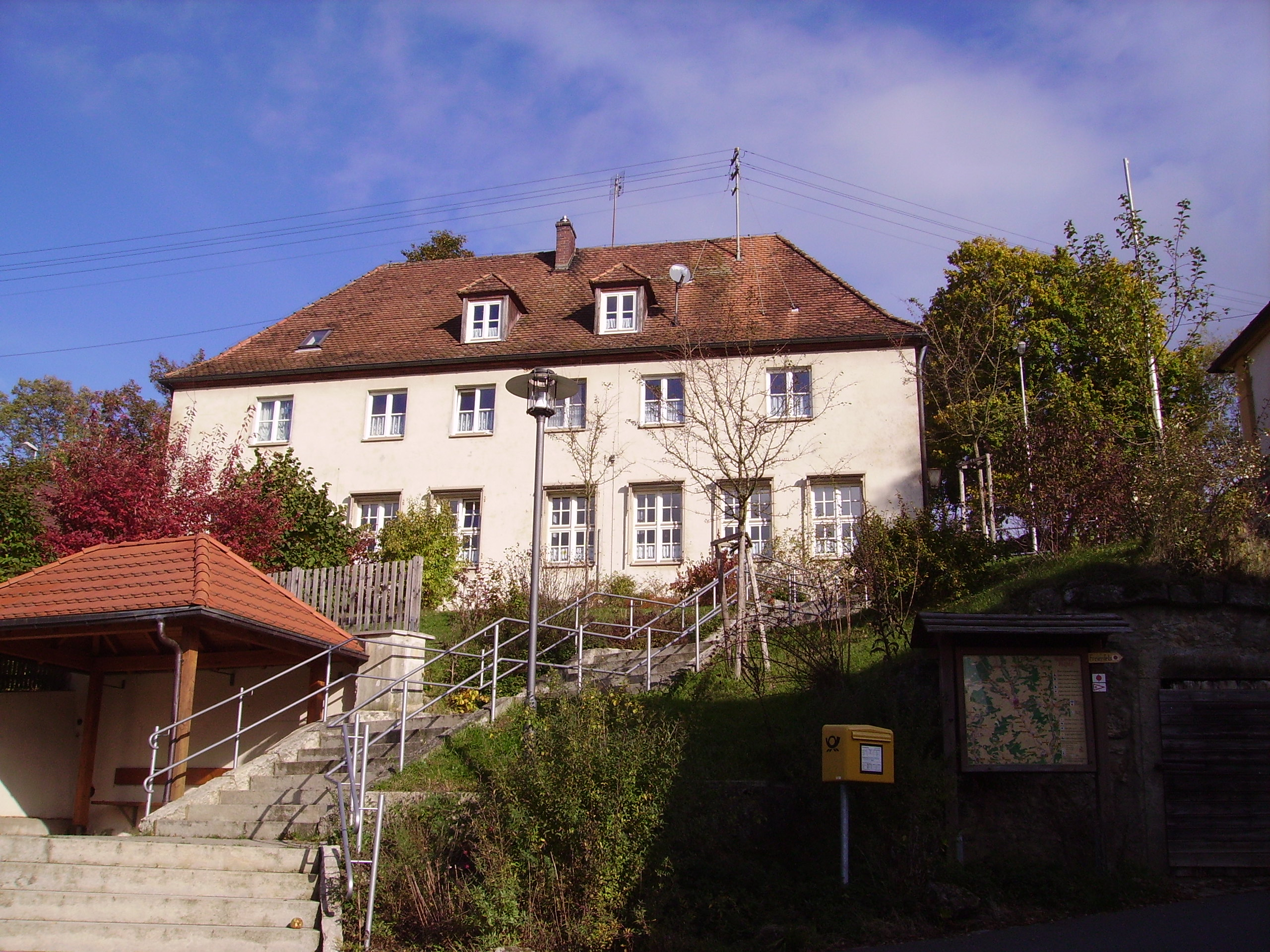
Das Gebäude der ehemaligen Schule

Drosendorf an der Aufseß ist ein Gemeindeteil der Stadt Hollfeld im Landkreis Bayreuth (Oberfranken, Bayern). Die Gemarkung Drosendorf hat eine Fläche von 8,035 km². Sie ist in 785 Flurstücke aufgeteilt, die eine durchschnittliche Flurstücksfläche von 10235,50 m² haben.

## Geografie
Drosendorf liegt am Oberlauf der Aufseß im nördlichen Teil der Fränkischen Schweiz und im äußersten Westen der Stadt Hollfeld sowie des Landkreises Bayreuth.

## Geschichte
Drosendorf wurde schon in der Jungsteinzeit besiedelt. Darauf weisen jungneolithische Keramikfunde unter einem Felsdach hin.
Bis zur Verwaltungsreform bildete Drosendorf mit dem Nachbardorf Voitmannsdorf eine eigene Gemeinde im Landkreis Ebermannstadt. Die beiden Gemeindeteile wurden am 1. Juli 1971 getrennt. Voitmannsdorf kam zur Gemeinde Königsfeld im Landkreis Bamberg, Drosendorf kam zur Stadt Hollfeld im Landkreis Bayreuth.

## Kirche
Die Bevölkerung Drosendorfs ist überwiegend katholisch und gehörte zur Pfarrei Neuhaus, heute ein Ortsteil von Aufseß. Die Filialkirche in Drosendorf ist dem heiligen Laurentius geweiht und steht auf einer Anhöhe unmittelbar neben dem früheren Schulgebäude. Sie wurde im Jahr 1719 von den Scheßlitzer Baumeistern Gregor und Dionysius Finsterwalder erbaut.

### Ausstattung
Die zwei Seitenaltäre fertigte der Schreiner von Hollfeld, Nikolaus Trautner im Jahr 1739. Der linke Seitenaltar zeigt die Unbefleckte Empfängnis sowie die Apostelfürsten Petrus und Paulus. Auf dem rechten Seitenaltar ist der heilige Josef dargestellt, sowie Figuren der Heiligen Johannes Nepomuk und Gangolf.
Kanzel und die Empore sind im Rokoko-Stil gehalten. Die Kreuzwegstationen sind zum Teil aus dem späteren 18. Jahrhundert.

### Renovierungen
Bei Renovierungsarbeiten des Turmkreuzes im Jahr 1937 hinterlegte Kuratus J. B. Gagel einen Schriftsatz, indem er die Unterdrückung der Kirche und der Meinungsfreiheit beklagte. Diese Dokumente wurden im Jahr 1990 bei der Erneuerung des Turmkreuzes entdeckt.
1961 wurden neue Stützmauern vom Schulhaus zum neuen Treppenaufgang hergestellt. Bei Renovierungsarbeiten für die Fundamente der Mauern wurden dabei viele Knochen und Totenköpfe vom alten Friedhof gefunden.

## Baudenkmäler
Baudenkmäler in Drosendorf sind die katholische Kirche „St. Laurentius“, eine sandsteinerne Skulptur des Heiligen Nepomuk, eine Bildsäule, ein Friedhofskruzifix und ein Kriegerdenkmal.

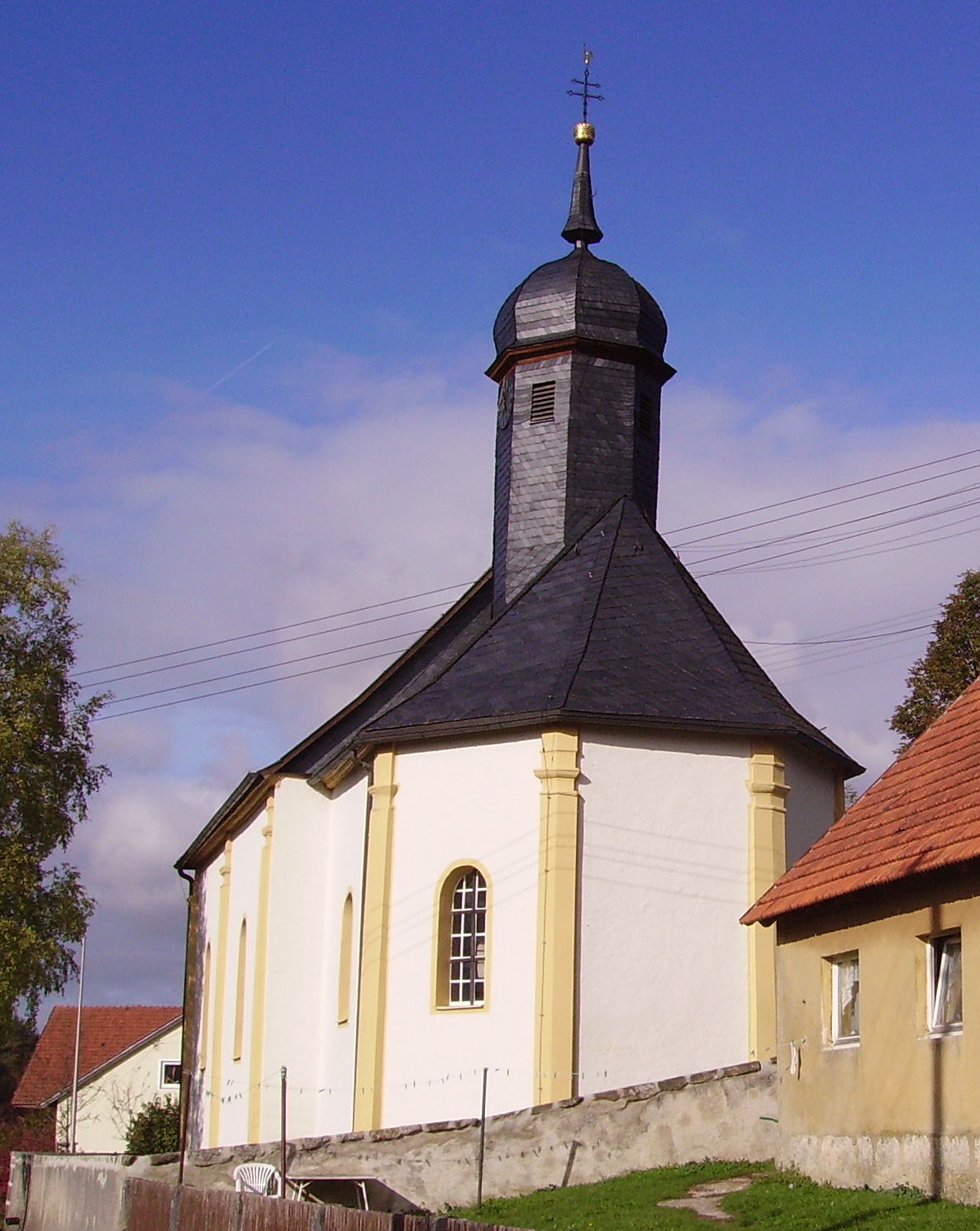
Die Außenansicht der Kirche „St. Laurentius“
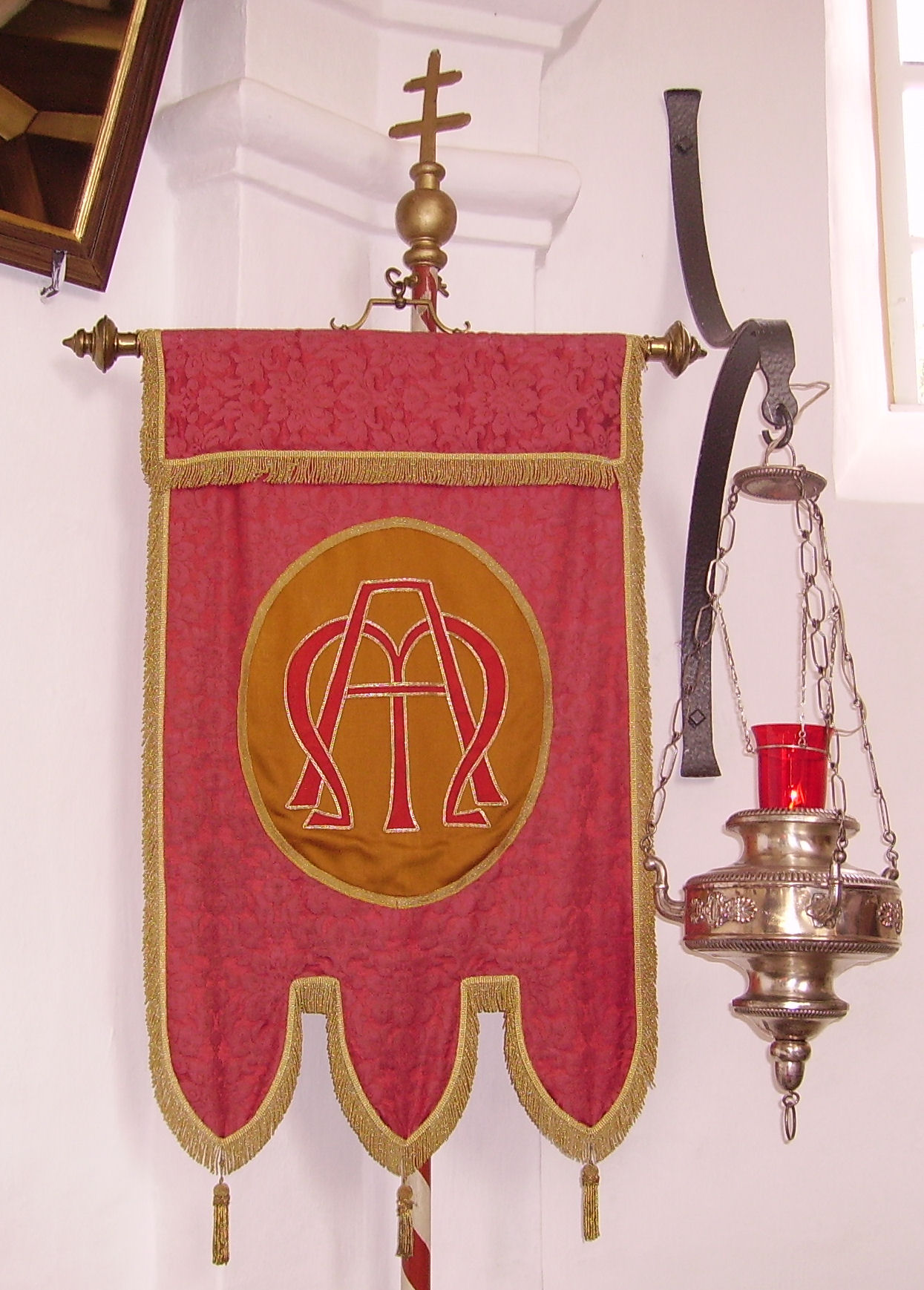
Ewiges Licht für Laurentius von Rom
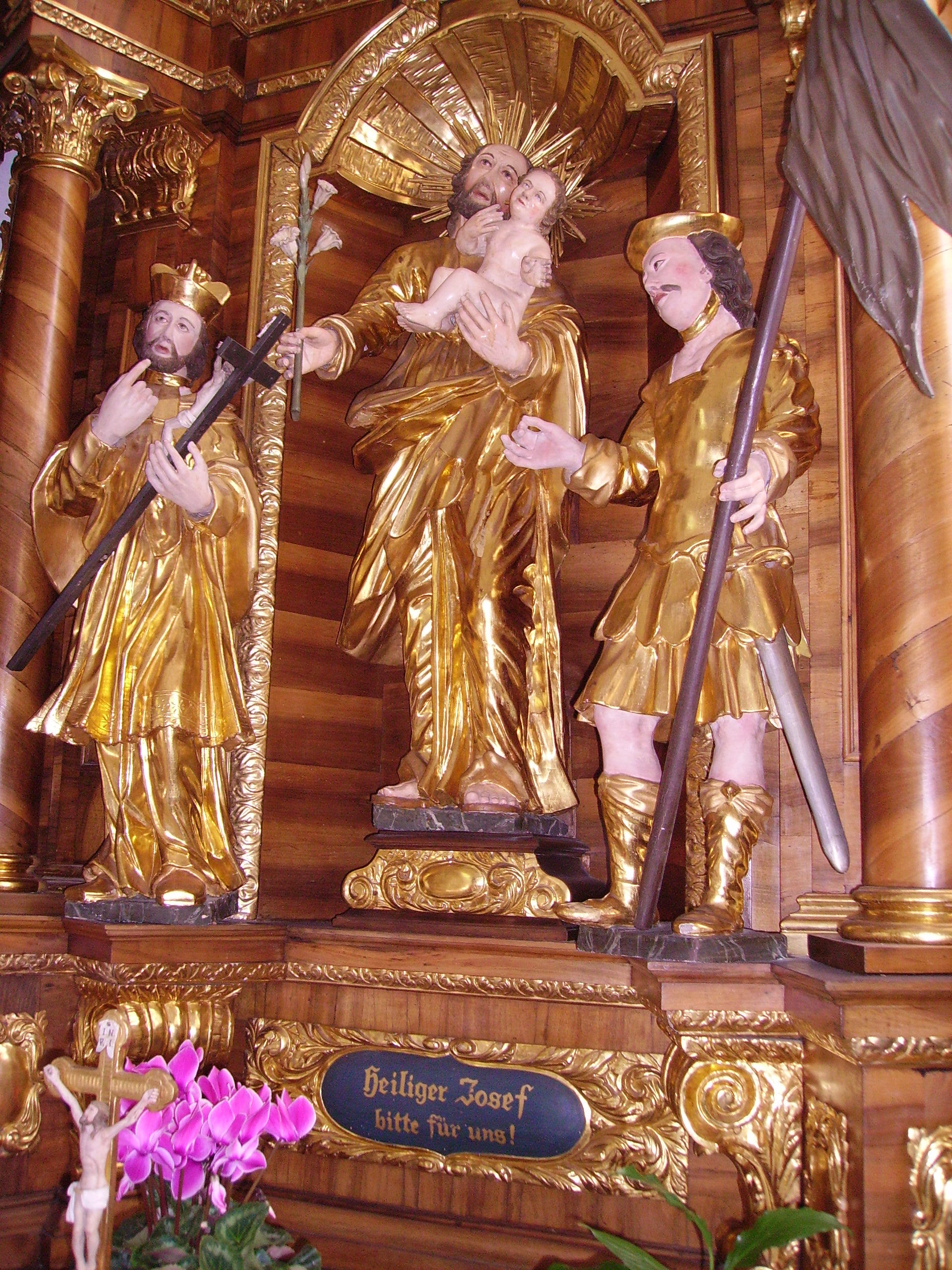
Josef mit Johannes Nepomuk und Gangolf
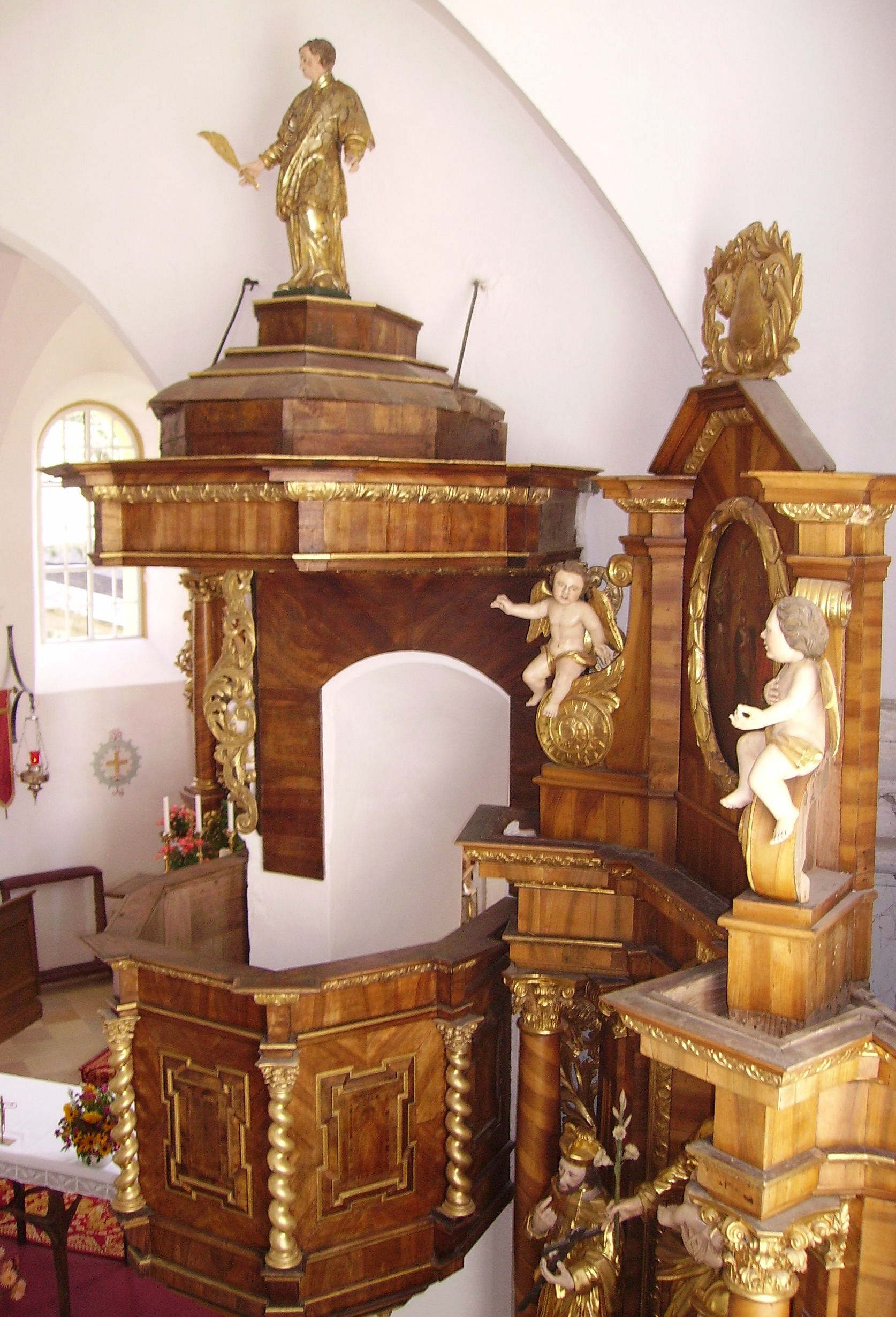
Kanzel und Empore der Kirche